# Manuel Donato Diez
Manuel Donato Diez (* 21. Mai 1957 in Madrid) ist ein spanischer Bildhauer.

## Leben
Diez ist Sohn des Malers, Bildhauers und Bühnenbildners Manuel Diez-Rollan und seiner Frau, der Malerin Arlette Jacob-Maquette. Aufgewachsen in Berlin, ging er bei seinem Vater in die Lehre und war von 1976 bis 1979 in der Städelschule in Frankfurt am Main Schüler von Michael Croissant. 1977 bis 1985 war er als Holz- und Steinrestaurator unter anderem am Kaiserdom St. Bartholomäus und an der Alten Oper in Frankfurt sowie in Freiburg i. Br. und Hannover tätig. 1985 machte er sich als freier Bildhauer selbständig. Er lebt und arbeitet in Nordstemmen bei Hildesheim. Seit 2002 verfügt er über ein zweites Atelier in der historischen Mühle von Burgstemmen sowie seit 2008 über ein Haus und Atelier in Samois-sur-Seine.
Neben Skulpturen mit klassischen spanischen Themen wie dem Stierkampf schuf er unter anderem Figuren mit biblischem Bezug.
Diez ist seit 2008 Mitglied der Fondation Taylor und der Société Nationale des Beaux-Arts (Paris), seit 2010 auch Mitglied bei Le Cercle des Artistes Peintres et Sculpteurs du Québec.

## Werke
- Der Wächter (Bronze, Nordstemmen-Mahlerten)
- Grablegung (Figurengruppe, Bronze, St.-Johannis-Kirche in Nordstemmen, 1989)
- Evangelistenfiguren an der Kanzel der Kirche von Bremke bei Göttingen
- Johannes der Täufer (Skulptur aus Nussbaum, Ev.-luth. Kirche in Bremke bei Göttingen, 1992)[2]
- Der Heilige Hippolit (Lindenholz, Hippolit-Kirche in Amelinghausen)

## Veröffentlichungen
- Skulpturen. Der Augenblick der Verwandlung. Göttingen 2000
- Skulptur in der Liebfrauenkirche zu Neustadt am Rübenberge. Trauer – Liebe – Hoffnung. Hannover 2003